# E. S. L. Narasimhan
Ekkadu Srinivasan Lakshmi Narasimhan, né en 1945, est une personnalité politique indienne. 
De 2009 à 2019, il est gouverneur de l'État d'Andhra Pradesh. 
Il est aussi gouverneur du Télangana de 2014 à 2019. Précédemment il était directeur de Intelligence Bureau (India) (en) jusqu'en 2006 puis gouverneur du Chhattisgarh de 2007 à 2010.

## Jeunesse
Narasimhan est né au Tamil Nadu en 1945. Après deux premières années d'études à l'école secondaire Little Flower High School, Hyderabad, il a terminé ses études à Chennai. Migrant de la physique à la science politique, Shri Narasimhan est médaillé d'or au Collège présidentiel de Madras. Il est également diplômé en droit de l'Université de Madras.

## Carrière
Narasimhan appartient au lot de 1968 de l'Indian Police Service des cadres de l'Andhra Pradesh. Il a été premier secrétaire à l'ambassade de l'Inde à Moscou de 1981 à 1984. C'est un fonctionnaire de police très respecté.
Il a travaillé pendant de nombreuses années au sein du Bureau du renseignement jusqu' à sa retraite en tant que directeur du Bureau le 31 décembre 2006. Il est également ancien élève du prestigieux National Defence College de New Delhi.

### Carrière politique
Le 19 janvier 2007, Narasimhan a été nommé gouverneur de Chhattisgarh et a pris ses fonctions le 25 janvier. Le 27 décembre 2009, il a été nommé gouverneur par intérim de l'Andhra Pradesh par Narayan Dutt Tiwari, qui a démissionné à la suite d'une affaire de mœurs. Le 23 janvier 2010, il a été formellement nommé gouverneur de l'Andhra Pradesh, après avoir quitté ses fonctions à Chhattisgarh.
Alors que le processus de formation d'un État distinct de Telangana entre dans une phase cruciale, le gouverneur de l'Andhra Pradesh, E. S. L. Narasimhan, a tenu une série de réunions avec les dirigeants centraux de la capitale nationale le 23 octobre 2013. Convoqué par le Centre pour des consultations avant que les efforts visant à bifurquer l'Andhra Pradesh ne soient intensifiés, Narasimhan a tenu des réunions séparées avec Sonia Gandhi, présidente de l'Alliance progressiste unie (UPA), Sushilkumar Shinde, ministre de l'Intérieur et P Chidambaram, ministre des finances de l'Union. Narasimhan a d'abord rencontré Chidambaram, qui est membre du Groupe des Ministres (GdM) constitué pour élaborer les modalités de formation de l'Etat de Telangana. Au cours de la réunion, qui a duré 30 minutes, le gouverneur aurait discuté de diverses questions qui pourraient se poser après la bifurcation, avant de faire appel à la présidente de l'UPA et de l'informer de la situation dans l'État dans le sillage de la décision de scinder l'État de Telangana. Il a présenté un rapport sur la question de la bifurcation.
Le Parti Telugu Desam s'est vivement opposé aux réunions du gouverneur de l'Andhra Pradesh, ESL Narasimhan, avec les hauts dirigeants du Congrès à New Delhi et s'est demandé si cela faisait partie de ses fonctions officielles. Le chef de l'opposition au Conseil législatif de l'AP et membre du politburo du TDP, Yanamala Ramakrishnudu, a critiqué le gouverneur pour avoir rencontré mercredi à New Delhi le secrétaire général de l'AICC, Digvijay Singh. "Pourquoi le gouverneur devrait-il aller à la résidence de Digvijay pour le briefer? Est-ce que cela fait partie des fonctions officielles du gouverneur?"interrogea Yanamala. Il a allégué que le gouverneur "faisait les tournées des maisons des chefs du Congrès" portant des dossiers officiels. "Le gouverneur va-t-il décider du sort des Telugus de 8,47 croûtes?", dit Yanamala,.
Au cours de la période controversée du président du 1er mai 2014 au 1er juin 2014, en tant que gouverneur de l'AP indivis, il a promulgué de nombreux décrets gouvernementaux extra-constitutionnels sans avoir reçu l'approbation du Parlement en vertu de l'article 356 (1) ou la sanction du Parlement en vertu de l'article 357 (1) de la Constitution. Il a prêté serment en tant que gouverneur d'État pour préserver, protéger et défendre la Constitution et la loi.
Le 13 juin 2017, M. Narasimhan est devenu le plus ancien gouverneur de l'Andhra Pradesh en dépassant Krishan Kant et le 7e gouverneur le plus ancien de l'Inde.